# Vellozia scabrosa
Vellozia scabrosa är en enhjärtbladig växtart som beskrevs av Lyman Bradford Smith och Edward Solomon Ayensu. Vellozia scabrosa ingår i släktet Vellozia och familjen Velloziaceae. Inga underarter finns listade.